# Подборек (Свентокшиське воєводство)
Подборек (пол. Podborek) — село в Польщі, у гміні Ритв'яни Сташовського повіту Свентокшиського воєводства.
Населення — 178 осіб (2011).
У 1975-1998 роках село належало до Тарнобжезького воєводства.

## Демографія
Демографічна структура на день 31 березня 2011 року:
|          | Загалом | Допрацездатний вік | Працездатний вік | Постпрацездатний вік |
| -------- | ------- | ------------------ | ---------------- | -------------------- |
| Чоловіки | 86      | 18                 | 58               | 10                   |
| Жінки    | 92      | 19                 | 51               | 22                   |
| Разом    | 178     | 37                 | 109              | 32                   |